# Гимностомум
Гимностомум (лат. Gymnostomum) — род мхов семейства Поттиевые (Pottiaceae) порядка Поттиевые (Pottiales).

## Виды
По информации базы данных The Plant List (на июль 2016) род включает 85 видов.
- Gymnostomum boreale Nyholm et Hedenäs, 1986 — Гимностомум северный.